# Karl Schnörrer
Karl "Quax" Schnörrer (22 Março de 1919 - 25 de Setembro de 1979) foi um piloto alemão da Luftwaffe durante a Segunda Guerra Mundial. Voou em 536 missões aéreas, e abateu 46 aeronaves inimigas, o que fez dele um ás da aviação. De todas as suas vitórias, onze foram alcançadas pilotando um Messerschmitt Me 262, e destas onze, 9 foram bombardeiros quadrimotor.